# اشترایت‌هاوزن
شترایتاوزن (به آلمانی: Streithausen) یک شهر در آلمان است که در وستروالدکرایس واقع شده‌است. شترایتاوزن ۵۷۰ نفر جمعیت دارد.